# Cyptotrama chrysopeplum
Cyptotrama chrysopeplum là một loài nấm rất nhỏ trong họ Physalacriaceae.